# Eredivisie (vrouwenhandbal) 2005/06
De AfAB Eredivisie is de hoogste afdeling van het Nederlandse handbal bij de vrouwen op landelijk niveau. In het seizoen 2005/2006 werd Van der Voort Quintus landskampioen. NEA degradeerde naar de Eerste divisie.

## Teams
| Club                   | Plaats                  | Provincie     | Trainers         | Hal              |
| ---------------------- | ----------------------- | ------------- | ---------------- | ---------------- |
| AAC 1899               | Arnhem                  | Gelderland    |                  | Rijkerswoerd     |
| FIQAS/Aalsmeer         | Aalsmeer                | Noord-Holland |                  | De Bloemhof      |
| Hoeve de Aar/BFC       | Beek                    | Limburg       | Frank Jacobs     | De Haamen        |
| Rabobank/E&O           | Emmen                   | Drenthe       |                  | Harwig Arena     |
| GOconnectIT/Fortissimo | Cothen                  | Utrecht       |                  | De Rijnsloot     |
| Hellas                 | Den Haag                | Zuid-Holland  | Erik van der Wel | Hellashal        |
| Dijkoraad/Kwiek        | Raalte                  | Overijssel    | Henk Woudstra    | Valkenlaan       |
| NEA                    | Ouderkerk aan de Amstel | Noord-Holland |                  |                  |
| Van der Voort Quintus  | Kwintsheul              | Zuid-Holland  | René Romeijn     | Van der Voorthal |
| Zeeman Vastgoed/SEW    | Nibbixwoud              | Noord-Holland | Richard Kuijer   | 't Span          |
| OpenLine/V&L           | Geleen                  | Limburg       | Mirjam Collart   | Glanerbrook      |
| De Volewijckers        | Amsterdam               | Noord-Holland |                  | Elzenhagen       |

## Stand
| Pos | Club                   | Wed | W  | G | V  | Ptn | DV  | DT  | +/−  | Opmerking                           |
| --- | ---------------------- | --- | -- | - | -- | --- | --- | --- | ---- | ----------------------------------- |
| 1   | Van der Voort Quintus  | 22  | 21 | 1 | 0  | 43  | 693 | 418 | +275 | Gekwalificeerd voor kampioenspoule  |
| 2   | Zeeman Vastgoed/SEW    | 22  | 18 | 1 | 3  | 37  | 630 | 466 | +164 | Gekwalificeerd voor kampioenspoule  |
| 3   | Hellas                 | 22  | 16 | 1 | 5  | 33  | 631 | 526 | +105 | Gekwalificeerd voor kampioenspoule  |
| 4   | OpenLine/V&L           | 22  | 13 | 2 | 7  | 28  | 603 | 531 | +72  | Gekwalificeerd voor kampioenspoule  |
| 5   | Rabobank/E&O           | 22  | 7  | 6 | 9  | 20  | 563 | 562 | +1   | Gekwalificeerd voor kampioenspoule  |
| 6   | De Volewijckers        | 22  | 9  | 2 | 11 | 20  | 511 | 581 | −70  | Gekwalificeerd voor kampioenspoule  |
| 7   | AAC 1899               | 22  | 9  | 1 | 12 | 19  | 521 | 611 | −90  | Gekwalificeerd voor kampioenspoule  |
| 8   | Dijkoraad/Kwiek        | 22  | 8  | 2 | 12 | 18  | 536 | 562 | −26  | Gekwalificeerd voor kampioenspoule  |
| 9   | Hoeve de Aar/BFC       | 22  | 8  | 2 | 12 | 18  | 532 | 571 | −39  | Gekwalificeerd voor degradatiepoule |
| 10  | GOconnectIT/Fortissimo | 22  | 5  | 4 | 13 | 14  | 540 | 572 | −32  | Gekwalificeerd voor degradatiepoule |
| 11  | FIQAS/Aalsmeer         | 22  | 5  | 1 | 16 | 11  | 433 | 532 | −99  | Gekwalificeerd voor degradatiepoule |
| 12  | NEA                    | 22  | 1  | 1 | 20 | 3   | 381 | 642 | −261 | Gekwalificeerd voor degradatiepoule |

## Nacompetitie

### Degradatiepoule
| Pos | Club                   | Wed | W | G | V | Ptn | DV  | DT  | +/− | BP | Opmerking                                                     |
| --- | ---------------------- | --- | - | - | - | --- | --- | --- | --- | -- | ------------------------------------------------------------- |
| 1   | GOconnectIT/Fortissimo | 6   | 4 | 1 | 1 | 12  | 139 | 130 | +9  | 3  |                                                               |
| 2   | Hoeve de Aar/BFC       | 6   | 2 | 1 | 3 | 9   | 110 | 117 | −7  | 4  |                                                               |
| 3   | FIQAS/Aalsmeer         | 6   | 3 | 0 | 3 | 8   | 120 | 113 | +7  | 2  | Best of two tegen winnaar periodekampioenschap eerste divisie |
| 4   | NEA                    | 6   | 0 | 0 | 6 | 1   | 137 | 196 | −59 | 1  | Directe degradatie naar eerste divisie                        |

### Kampioenspoule

#### 1e ronde

##### Kampioensgroep A
| Pos | Club                  | Wed | W | G | V | Ptn | DV  | DT  | +/− | BP | Opmerking                        |
| --- | --------------------- | --- | - | - | - | --- | --- | --- | --- | -- | -------------------------------- |
| 1   | Van der Voort Quintus | 6   | 5 | 0 | 1 | 14  | 190 | 121 | +69 | 4  | Geplaatst voor 2e ronde Play-Off |
| 2   | OpenLine/V&L          | 6   | 3 | 1 | 2 | 10  | 154 | 145 | +9  | 3  | Geplaatst voor 2e ronde Play-Off |
| 3   | Rabobank/E&O          | 6   | 2 | 2 | 2 | 8   | 138 | 164 | −26 | 2  |                                  |
| 4   | Dijkoraad/Kwiek       | 6   | 0 | 1 | 5 | 2   | 127 | 179 | −52 | 1  |                                  |

##### Kampioensgroep B
| Pos | Club                | Wed | W | G | V | Ptn | DV  | DT  | +/− | BP | Opmerking                        |
| --- | ------------------- | --- | - | - | - | --- | --- | --- | --- | -- | -------------------------------- |
| 1   | Zeeman Vastgoed/SEW | 6   | 6 | 0 | 0 | 16  | 181 | 129 | +52 | 4  | Geplaatst voor 2e ronde Play-Off |
| 2   | Hellas              | 6   | 3 | 0 | 3 | 9   | 170 | 144 | +26 | 2  | Geplaatst voor 2e ronde Play-Off |
| 3   | AAC 1899            | 6   | 3 | 0 | 3 | 7   | 150 | 169 | −19 | 1  |                                  |
| 4   | De Volewijckers     | 6   | 0 | 0 | 6 | 2   | 137 | 196 | −59 | 2  |                                  |

#### 2e ronde
Van der Voort Quintus en Zeeman Vastgoed/SEW plaatste zich voor de Best of Three.

#### Best of Three
|  | Van der Voort Quintus | 25 − 24 | Zeeman Vastgoed/SEW | Van der Voorthal, Kwintsheul |
|  |                       |         |                     | Van der Voorthal, Kwintsheul |
|  |                       |         |                     | Van der Voorthal, Kwintsheul |

|  | Zeeman Vastgoed/SEW | 28 − 24 | Van der Voort Quintus | 't Span, Wognum |
|  |                     |         |                       | 't Span, Wognum |
|  |                     |         |                       | 't Span, Wognum |

|  | Van der Voort Quintus | v | Zeeman Vastgoed/SEW | Van der Voorthal, Kwintsheul |
|  |                       |   |                     | Van der Voorthal, Kwintsheul |
|  |                       |   |                     | Van der Voorthal, Kwintsheul |

## Topscoorders
Eindstand per 13 april 2006.
| Pos | Naam                 | Gls | Club                   |
| --- | -------------------- | --- | ---------------------- |
| 1   | Inge Stet            | 158 | Hellas                 |
| 2   | Lindy Mocking        | 132 | GOconnectIT/Fortissimo |
| 3   | Karin Veltrop        | 129 | Rabobank/E&O           |
| 4   | Maura Visser         | 126 | Van der Voort Quintus  |
| 5   | Roxanne Bovenberg    | 119 | Van der Voort Quintus  |
| 6   | Nycke Groot          | 118 | Zeeman Vastgoed/SEW    |
| 7   | Saskia Lambers       | 116 | Rabobank/E&O           |
| 8   | Cindy Sanders        | 114 | AAC 1899               |
| 9   | Marinda van Cappelle | 113 | Van der Voort Quintus  |
| 10  | Willemijn Karsten    | 111 | Zeeman Vastgoed/SEW    |